# مانیئو
مانیئو (به اسپانیایی: Manlleu) یک شهرستان در اسپانیا است که در استان بارسلون واقع شده‌است.

## خصوصیات
مانیئو ۱۷٫۲ کیلومترمربع مساحت و ۲۰٬۶۴۷ نفر جمعیت دارد و ۴۶۱ متر بالاتر از سطح دریا واقع شده‌است.